# Nati nel 1647
| Questa pagina contiene informazioni ricavate automaticamente dalle voci biografiche con l'ausilio del template Bio e di un bot. L'aggiornamento è periodico e automatico e ricostruisce completamente la pagina. Se manca una persona in questa lista, sei pregato di non aggiungerla, ma accertati piuttosto che la sua voce biografica contenga il template Bio e che i dati anagrafici siano correttamente compilati. Se il template Bio manca, inseriscilo tu stesso o, in alternativa, metti l'avviso {{tmp\|Bio}} che ne segnala la mancanza. Se i dati riportati sono sbagliati, correggi direttamente la voce biografica; le modifiche saranno visibili in questa lista entro pochi giorni. Per chiarimenti vedi il progetto biografie. La lista contiene solo le 74 persone che sono citate nell'enciclopedia e per le quali è stato implementato correttamente il template Bio. Pagina aggiornata al 18 lug 2025. |

## Gennaio(5)
- 3 gennaio - Edward Montagu, II conte di Sandwich, nobile e politico inglese († 1688)
- 5 gennaio - Johannes Colerus, teologo tedesco († 1707)
- 6 gennaio - Cristiano Guglielmo di Schwarzburg-Sondershausen, conte († 1721)
- 7 gennaio - Guglielmo Ludovico di Württemberg, duca tedesco († 1677)
- 20 gennaio - Sebastiano Cherici, compositore italiano († 1704)

## Marzo(5)
- 1º marzo - Giovanni de Britto, gesuita e missionario portoghese († 1693)
- 2 marzo - Domenico Belisario de Bellis, vescovo cattolico italiano († 1701)
- 12 marzo - Victor-Maurice de Broglie, nobile e militare francese († 1727)
- 19 marzo - Anna Elisabetta di Anhalt-Bernburg, nobile († 1680)
- 20 marzo - Jean de Hautefeuille, fisico, inventore e abate francese († 1724)

## Aprile(5)
- 1º aprile - John Wilmot, nobile, poeta e drammaturgo inglese († 1680)
- 2 aprile - Maria Sibylla Merian, naturalista e pittrice tedesca († 1717)
- 9 aprile - João de Sousa, arcivescovo cattolico portoghese († 1710)
- 14 aprile - Gregorio De Ferrari, pittore italiano († 1726)
- 18 aprile - Antonio Polcenigo, vescovo cattolico italiano († 1724)

## Maggio(1)
- 24 maggio - Nicola Caravita, giurista e filosofo italiano († 1717)

## Giugno(1)
- 20 giugno - Giovanni Giorgio III di Sassonia, nobile tedesco († 1691)

## Luglio(5)
- 2 luglio - Daniel Finch, VII conte di Winchilsea, politico inglese († 1730)
- 8 luglio - Frances Stewart, duchessa di Richmond, nobile inglese († 1702)
- 16 luglio - Domenico Antonio Mele, poeta, librettista e medico italiano († 1723)
- 22 luglio - Margherita Maria Alacoque, monaca cristiana e mistica francese († 1690)
- 23 luglio - Luisa Maria del Palatinato, principessa tedesca († 1679)

## Agosto(7)
- 4 agosto - Giovanni II Corner, doge († 1722)
- 5 agosto - Anne Le Fèvre Dacier, traduttrice e filologa classica francese († 1720)
- 12 agosto - Johann Heinrich Acker, storico tedesco († 1719)
- 15 agosto - Bartolomeo Ortari, intagliatore italiano († 1725)
- 22 agosto - Denis Papin, matematico, fisico e inventore francese († 1713)
- 28 agosto - Erik Sjöblad, ammiraglio svedese († 1725)
- 31 agosto - Mary Scott, III contessa di Buccleuch, nobile scozzese († 1661)

## Settembre(5)
- 1º settembre - Anna Sofia di Danimarca, principessa († 1717)
- 4 settembre - Gerard Noodt, giurista olandese († 1725)
- 8 settembre - John Sheffield, I duca di Buckingham e Normanby, nobile, politico e scrittore britannico († 1721)
- 23 settembre - Federico VII di Baden-Durlach, sovrano († 1709)
- 29 settembre - Michele Bologna, arcivescovo cattolico italiano († 1731)

## Ottobre(3)
- 3 ottobre - Johannes Voet, giurista olandese († 1713)
- 7 ottobre - Francesco Marinali, scultore italiano
- 23 ottobre - Charles Le Goux de la Berchère, arcivescovo cattolico francese († 1719)

## Novembre(5)
- 8 novembre - Antonio Bertola, architetto e ingegnere italiano († 1719)
- 11 novembre - Johannes Voorhout, pittore olandese († 1723)
- 18 novembre - Pierre Bayle, filosofo, scrittore e storico francese († 1706)
- 20 novembre - Jan van Huchtenburgh, pittore, incisore e disegnatore olandese († 1733)
- 26 novembre - Maria Edvige d'Assia-Darmstadt, nobile († 1680)

## Dicembre(3)
- 4 dicembre - Daniel Eberlin, compositore e direttore d'orchestra tedesco († 1715)
- 7 dicembre - Giovanni Ceva, matematico italiano († 1734)
- 7 dicembre - Francesco del Giudice, cardinale italiano († 1725)

## Senza giorno specificato(29)
- Henry Aldrich, letterato e architetto inglese († 1710)
- Francisco Álvarez de Velasco y Zorrilla, poeta colombiano († 1708)
- Jeanne Bourguignon Olivier Pitel de Beauval, attrice teatrale francese († 1720)
- Elias Brenner, miniatore, incisore e archeologo svedese († 1717)
- Dominique Busnot, diplomatico e religioso francese († 1714)
- Stefano Carra, architetto italiano
- Atanasio III Dabbas, vescovo e religioso siriano († 1724)
- Petter Dass, scrittore, teologo e poeta norvegese († 1707)
- Angiolo Everardi, pittore italiano († 1678)
- Nicola Fumo, scultore e architetto italiano († 1725)
- Pelham Humphreys, compositore inglese († 1674)
- Archil d'Imerezia, re († 1713)
- Ferdinand van Kessel, pittore olandese († 1696)
- Elisabeth Hevelius, astronoma polacca († 1693)
- Richard Lee II, militare e politico britannico († 1715)
- George Legge, I barone Dartmouth, ammiraglio inglese († 1691)
- Eleonora del Liechtenstein, principessa austriaca († 1704)
- Bartolomeo Manni, scultore svizzero († 1709)
- Giovanni Battista Negrone, I conte di Monterubiaglio, nobile, alchimista e filosofo italiano († 1730)
- Vincenzo Olivicciani, cantante castrato italiano († 1726)
- Constantine Phaulkon, avventuriero e politico greco († 1688)
- François Poullain de La Barre, filosofo e scrittore francese († 1726)
- Pietro Francesco Prina, pittore italiano († 1727)
- Willem ten Rhijne, botanico e medico olandese († 1700)
- Nicola Russo, pittore italiano († 1702)
- Orazio III Sessi, nobile italiano († 1695)
- Jacob Spon, archeologo, antropologo e numismatico francese († 1685)
- Margherita Caffi, pittrice italiana († 1710)
- Sigismondo III d'Este, nobile († 1732)